# Jaguar C-X17
La Jaguar C-X17 è un prototipo di SUV progettato dalla Jaguar e svelato nel 2013 al salone dell'automobile di Francoforte. È il primo crossover SUV della casa automobilistica britannica.
La C-X17 si evolverà in un modello di produzione e nel 2015 al salone dell'automobile di Detroit è stato annunciato che la versione di produzione per il 2016 si sarebbe chiamata Jaguar F-Pace.

## Profilo
La C-X17 è dotata di un'avanzata e inedita architettura monoscocca in alluminio denominata Jaguar iQ [Al] Platform su cui i modelli futuri della casa britannica saranno basati e costruiti.
Il prototipo è alimentata dal 3.0 litri benzina a 6 cilindri con disposizione a V che si trova nella Jaguar XF, Jaguar XJ e Jaguar F-Type ed è dotata di un sistema di trazione integrale intelligente. Le sospensioni sono interamente in alluminio e la dotazione è completata dal torque vectoring, che frena la ruota interna quando si percorre una curva. La piattaforma è stata progettata per gestire una nuova gamma di motori a quattro cilindri da 2,0 litri progettata dal gruppo Jaguar-Land Rover, così come l'attuale gamma motori a sei cilindri.